# Circuito biológico sintético
Los circuitos biológicos sintéticos son una aplicación de la biología sintética en la cual partes dentro de una célula son diseñadas para desarrollar funciones lógicas, imitando a aquellas observadas en los circuitos electrónicos. Las aplicaciones abarcan desde simplemente inducir la producción de un elemento medible como la proteína verde fluorescente a un circuito biológico natural, hasta la implementación de sistemas completamente nuevos que consistan de muchas partes.
La meta de la biología sintética es generar una variedad de partes o módulos caracterizados y que se puedan mejorar, con los cuales cualquier circuito biológico sintético deseado puede ser fácilmente diseñado e implementado.  Estos circuitos pueden servir para modificar funciones celulares, crear respuestas celulares a condiciones del ambiente o para influir en el crecimiento celular. Al implementar elementos lógicos controlables y racionales en los sistemas celulares, los investigadores pueden usar a los sistemas vivos como "máquinas" diseñadas para llevar a cabo una amplia gama de funciones útiles.

## Historia
El primer circuito génico natural que fue estudiado a detalle fue el operón lac. En estudios de crecimiento diaúxico de E. coli en medios con dos carbohidratos, Jacques Monod y Francois Jacob descubrieron que E.coli consume la glucosa de manera preferente ya que es más fácil de procesar, metabolizando la lactosa después. Descubrieron que el mecanismo que controlaba la función de "cambio" metabólico era un mecanismo de dos partes en el operón lac. Cuando hay lactosa presente en la célula la enzima β-galactosidasa es producida para convertirla en glucosa o galactosa. Cuando hay ausencia de lactosa en la célula, el represor lac inhibe la producción de la β-galactosidasa para prevenir procesos ineficientes dentro de la célula.
El operón lac es utilizado en la industria biotecnológica para la producción de proteínas recombinantes para el uso terapéutico. El gen o genes para producir una proteína exógena se colocan en un plásmido bajo el control del promotor lac. Inicialmente las células se cultivan en un medio que no contiene lactosa ni otros azúcares, así que los nuevos genes no se expresan. Cuando las células alcanzan un cierto punto en su crecimiento, se agrega IPTG. El IPTG es una molécula similar a la lactosa pero contiene un enlace con azufre que no es hidrolizable por lo cual E. Coli no la puede digerir. Se utiliza para activar o inducir la producción de la nueva proteína. Una vez que las células han sido inducidas, es difícil remover el IPTG de la célula y por lo tanto, es difícil detener la expresión. 
Un temprano ejemplo de un circuito biológico sintético fue publicado en el año 2000 en Nature por Tim Gardner, Charles Cantor, y Jim Collins, quienes trabajaban en la Universidad de Boston. Fueron capaces de crear un interruptor (switch) "biestable" en E. Coli. Este switch se enciende al calentar el cultivo de bacterias y se apaga con la adición de IPTG. Usaron a la proteína verde fluorescente como reportera para su sistema.
En la actualidad, los circuitos sintéticos son un área floreciente de investigación en la biología de sistemas con un número anual creciente de publicaciones detallando circuitos biológicos sintéticos. Ha habido interés significativo en fomentar la educación y expandir su alcance: La Competición Internacional de Máquinas Genéticamente Diseñadas (iGEM en inglés) administra la creación y estandarización de partes (BioBricks) como medio para dar la posibilidad de crear sus propios circuitos sintéticos a estudiantes de preparatoria y pregrado.

## Interés y metas
Existen aplicaciones tanto inmediatas como de largo plazo para el uso de los circuitos biológicos sintéticos, incluyendo diferentes aplicaciones para la ingeniería metabólica y la biología sintética. Algunas aplicaciones demostradas exitosamente incluyen la producción farmacéutica y de combustible. Sin embargo, los métodos que involucran a la introducción genética directa no son efectivos sin invocar a los principios básicos de los circuitos celulares sintéticos. Por ejemplo, cada uno de esos exitosos sistemas emplea un método para introducir inducción o expresión 'completa' (de todo o nada). Esto es un circuito biológico donde un solo represor o promotor es introducido para facilitar la creación de un producto o bloquear a una vía que compite. Sin embargo, con el limitado conocimiento de las redes celulares y la circuitería natural, la implementación de esquemas más robustos con control y respuesta más precisos queda obstaculizado. Es ahí donde yace el interés inmediato en los circuitos celulares sintéticos. 
El avance en el entendimiento de la circuitería celular puede llevar a nuevas e importantes modificaciones, como células que puedan responder a algún estímulo ambiental. Por ejemplo, se podrían desarrollar células que detectan alrededores tóxicos y reaccionan activando vías para degradar a la toxina detectada. Para desarrollar una célula así, es necesario crear un circuito celular sintético complejo que pueda responder de manera apropiada a un estímulo dado. 
Dado que los circuitos celulares sintéticos representan una forma de control sobre las actividades celulares, puede pensarse que con un entendimiento completo de las vías celulares pueden crearse células "plug and play" con una circuitería genética definida. Se cree que si se genera el conjunto de partes y herramientas apropiado, se pueden desarrollar células sintéticas implementando únicamente las vías necesarias para su supervivencia y reproducción. De esta célula, pensada como una célula con el mínimo genoma, uno podría ir agregando partes para crear una vía bien definida con la circuitería sintética apropiada para obtener un sistema de respuesta efectivo. Debido al método de construcción básica y a la base de datos para partes de circuitería que se ha propuesto, se cree que se pueden usar técnicas que emulan aquellas utilizadas para modelar circuitos electrónicos o de computadora para rediseñar células y hacer modelos celulares para hacer soluciones de problemas sencillas y predecir comportamientos y producción.

## Ejemplos de circuitos

### Operadores lógicos
Lista de circuitos actualmente publicados:
1. "Represilador"
2. Interruptor de palanca
3. Oscilador personalizable sintética para mamíferos
4. Oscilador personalizable sintética para bacterias
5. Oscilador bacterial acoplado
6. Oscilador bacterial acoplado global

### Sistemas modificados
Los sistemas modificados son el resultado de la implementación de combinaciones de diferentes mecanismos lógicos de control. Gardner y su grupo utilizaron una respuesta en cascada de múltiples unidades de control para crear un "interruptor de palanca" capaz de controlar el metabolismo a través de una función a pasos. Los grupos de Elowitz y de Fung crearon circuitos oscilatorios que usan múltiples mecanismos autoregulatorios para crear una oscilación en la expresión de productos génicos que trabajara en función del tiempo. Un mecanismo limitado de conteo fue implementado por una cascada de genes controlada por pulsos. La aplicación de elementos lógicos permite la programación genética de las células como en el trabajo de Tabor y su grupo, quienes sintetizaron un programa de detección bacterial fotosensible.